# 沙朗德里-埃莱尔
沙朗德里-埃莱尔（法語：Chalandry-Elaire，亦作，法語發音：[ʃalɑ̃dʁi elɛʁ]）是法国大東部大區阿登省的一个市镇，属于沙勒维尔-梅济耶尔区。该市镇于1790-1794年间由沙朗德里（Chalandry）和埃莱尔（Elaire）合并而成。

## 地理
沙朗德里-埃莱尔（49°42'42"N, 4°45'54"E）面积5.18 平方千米，位于法国大東部大區阿登省，该省份为法国北部内陆省份，西接埃纳省，南至马恩省，东临默兹省，北与比利时接壤。
与沙朗德里-埃莱尔接壤的市镇（或旧市镇、城区）包括：莱萨韦勒、埃特雷皮尼、吕姆、默兹河畔努维永、圣马索、弗利兹。
沙朗德里-埃莱尔的时区为UTC+01:00、UTC+02:00（夏令时）。

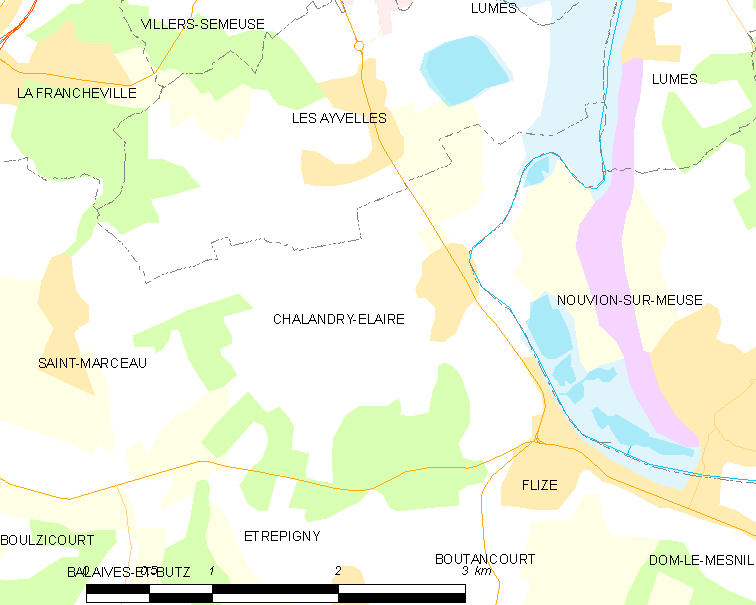
沙朗德里-埃莱尔的OSM定位图

## 行政
沙朗德里-埃莱尔的邮政编码为08160，INSEE市镇编码为08096。

## 政治
沙朗德里-埃莱尔所属的省级选区为默兹河畔努维永县。

## 人口

1962-2008年间沙朗德里-埃莱尔人口变化图示

沙朗德里-埃莱尔于2022年1月1日时的人口数量为726人。